# Energías renovables en Chile

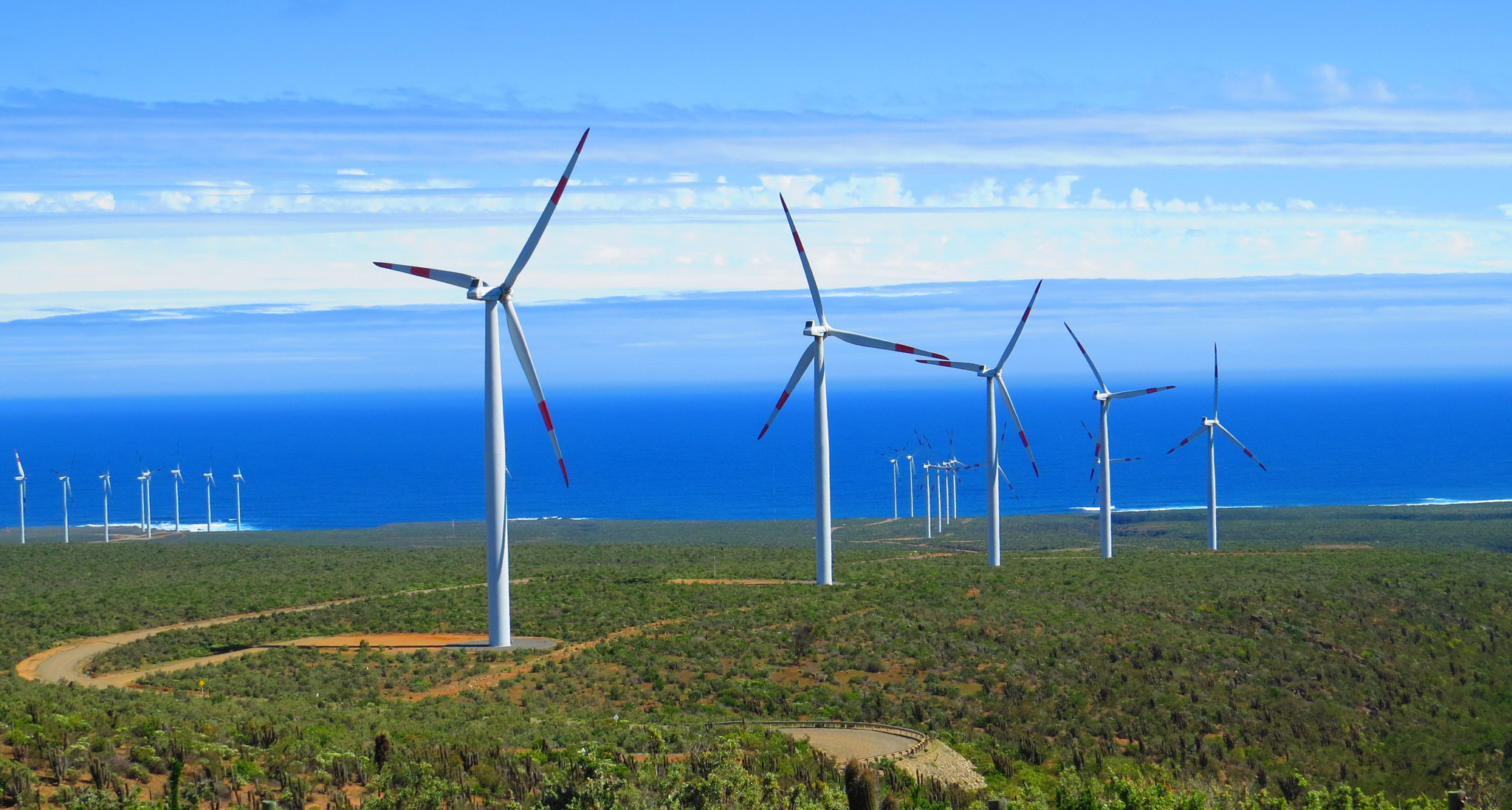
Parque eólico de Canela, Región de Coquimbo.

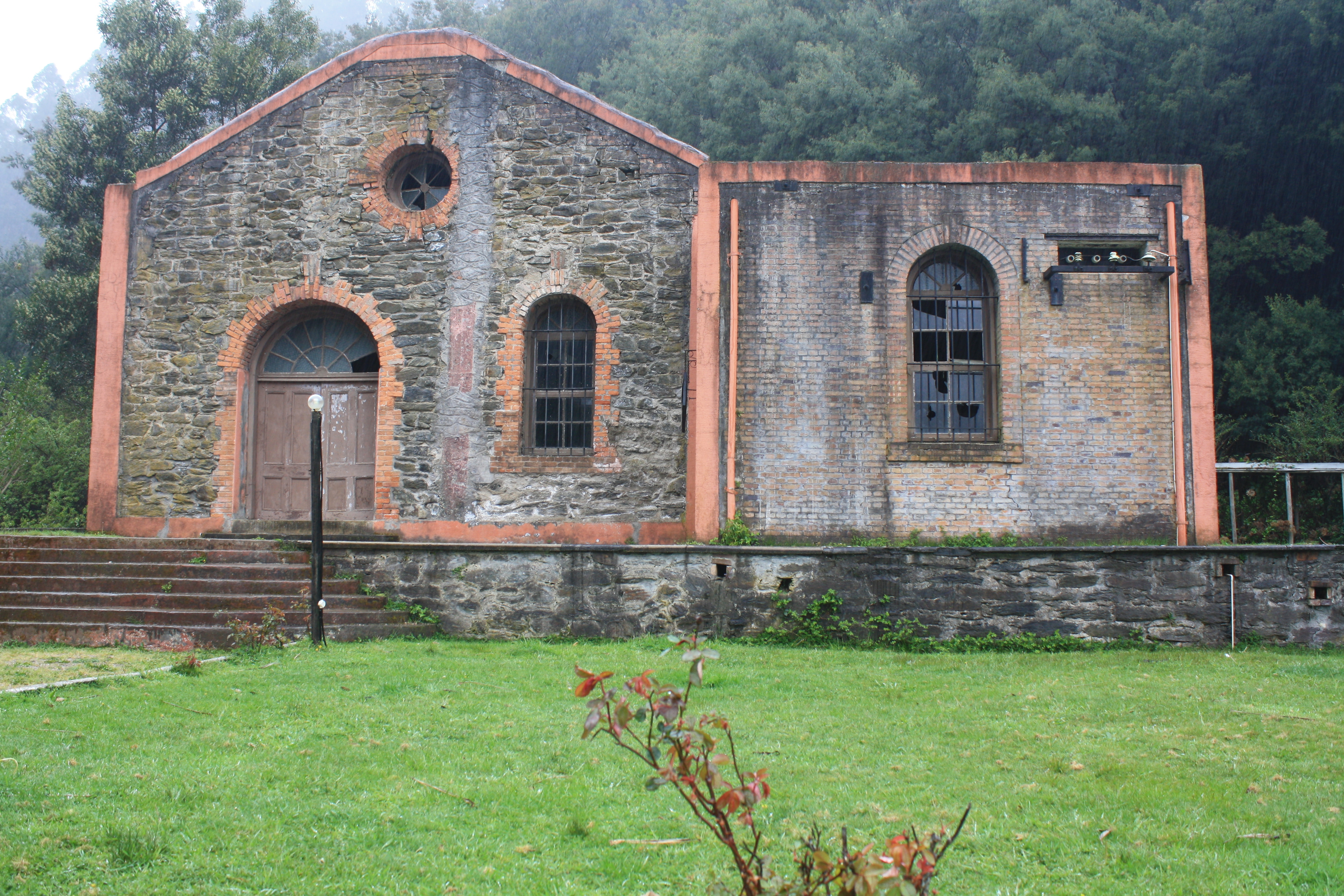
La central hidroeléctrica de Chivilingo, en Lota, la primera de su tipo en el país. Inaugurada en 1897.

El uso de energías renovables en Chile se ha concentrado principalmente en la producción de energía hidráulica para la generación de electricidad, dada la hidrografía de Chile, que cuenta con una cantidad suficiente de ríos y lagos con caudales con la potencia para la construcción de centrales hidroeléctricas que permiten la generación de energía.  Chile fue uno de los pocos países que alcanzó la paridad de red antes de 2014, y la ha conseguido mantener, mediante una diversificación de la matriz energética, aumentando la producción de energía solar, eólica, geotérmica y mareomotriz.
En 2020, Chile fue el 28º mayor productor de energía hidroeléctrica del mundo, con 6,9 GW de potencia instalada; el 29º mayor productor de energía eólica del mundo, con 2,1 GW de potencia instalada; el 24º mayor productor de energía solar del mundo, con 3,2 GW de potencia instalada; y el 33º mayor productor de energía a través de biomasa, con 0,4 GW de potencia instalada.

## Políticas gubernamentales
El sector eléctrico en Chile fue totalmente privatizado en la dictadura de Augusto Pinochet a partir de 1982, tanto en la generación, como en la distribución y transmisión, por lo que desde ese entonces, las políticas públicas referentes a lo energético se han enfocado en normativas y regulaciones para las compañías privadas. Esta situación de monopolio privado cambió a partir de 2016, cuando el Congreso Nacional aprobó la Ley N° 20.897, que permite a la Empresa Nacional del Petróleo (ENAP), de propiedad del Estado, a su participación en licitaciones con proyectos propios y en sociedad para el rubro eléctrico. Otra alternativa para los usuarios chilenos fuera de las compañías privadas, al no existir una empresa pública exclusiva de generación eléctrica, es mediante la autogeneración de energía, como por ejemplo, el autoconsumo fotovoltaico. Esto se encuentra regulado mediante la Ley 20.571 o también denominada como "Ley de Generación Ciudadana", donde se establece el derecho a cada ciudadano de generar su propia energía proveniente de recursos renovables, además de poder vender sus excedentes libremente a las compañías distribuidoras de electricidad.
El Departamento de Energía de los Estados Unidos anunció el 23 de junio de 2009 que el Secretario de Energía de Estados Unidos Steven Chu había firmado un Memorando de Cooperación con el ministro Marcelo Tokman de la Comisión Nacional de Energía de Chile para la colaboración entre las dos naciones. El memorando establece un marco institucional entre Chile y Estados Unidos, permitiendo al Departamento de Energía proporcionar su experiencia técnica en apoyo de un nuevo Centro de Energías Renovables en Chile. El centro trabajará en identificar desarrollos y las mejores prácticas en tecnologías de energías renovables de todo el mundo, diseminando sus hallazgos tanto en Chile como en toda la región. Los dos países también colaboran en otros asuntos energéticos de alta prioridad, como el establecimiento de dos proyectos piloto de energía solar en el norte de Chile.
Tras la creación del Ministerio de Energía en 2010, el gobierno chileno estableció una «hoja de ruta energética» a nivel nacional, y realizó consultas ciudadanas con el propósito de planificar y promover la eficiencia energética en el país, en concordancia a disminuir las emisiones de dióxido de carbono y de gas de efecto invernadero, proveniente en su mayoría de la combustión de combustibles fósiles que Chile no posee en las cantidades para autoabastecerse, viéndose obligado a importarlos, encareciendo así el costo de vida de los chilenos. Como resultado de estas gestiones, el objetivo de las políticas públicas es conseguir que al año 2050, el 70 por ciento de la energía consumida en el país provenga de energías renovables. El Centro de Energías Renovables (CER), es un organismo público vinculado al Ministerio de Energía y a la Corporación de Fomento de la Producción (Corfo). Siguiendo esa línea, en 2016 se estableció una Estrategia Nacional de Electromovilidad, que pretende electrificar la totalidad del transporte público urbano al 2040 y que al 2050, el 40 por ciento de la flota privada de transporte sea de vehículos eléctricos.
Chile presidió la Conferencia de las Naciones Unidas sobre el Cambio Climático de 2019 celebrada en Madrid, España, debido al cambio de sede por las protestas de ese año. En esa línea, el gobierno chileno a través del Ministerio de Energía, anunció una serie de medidas para conseguir la neutralidad de carbono en el país como meta antes del 2050, entre ellas, como pilar fundamental se incluyó el desarrollo y masificación de energías renovables en todo el país.

### Transporte público

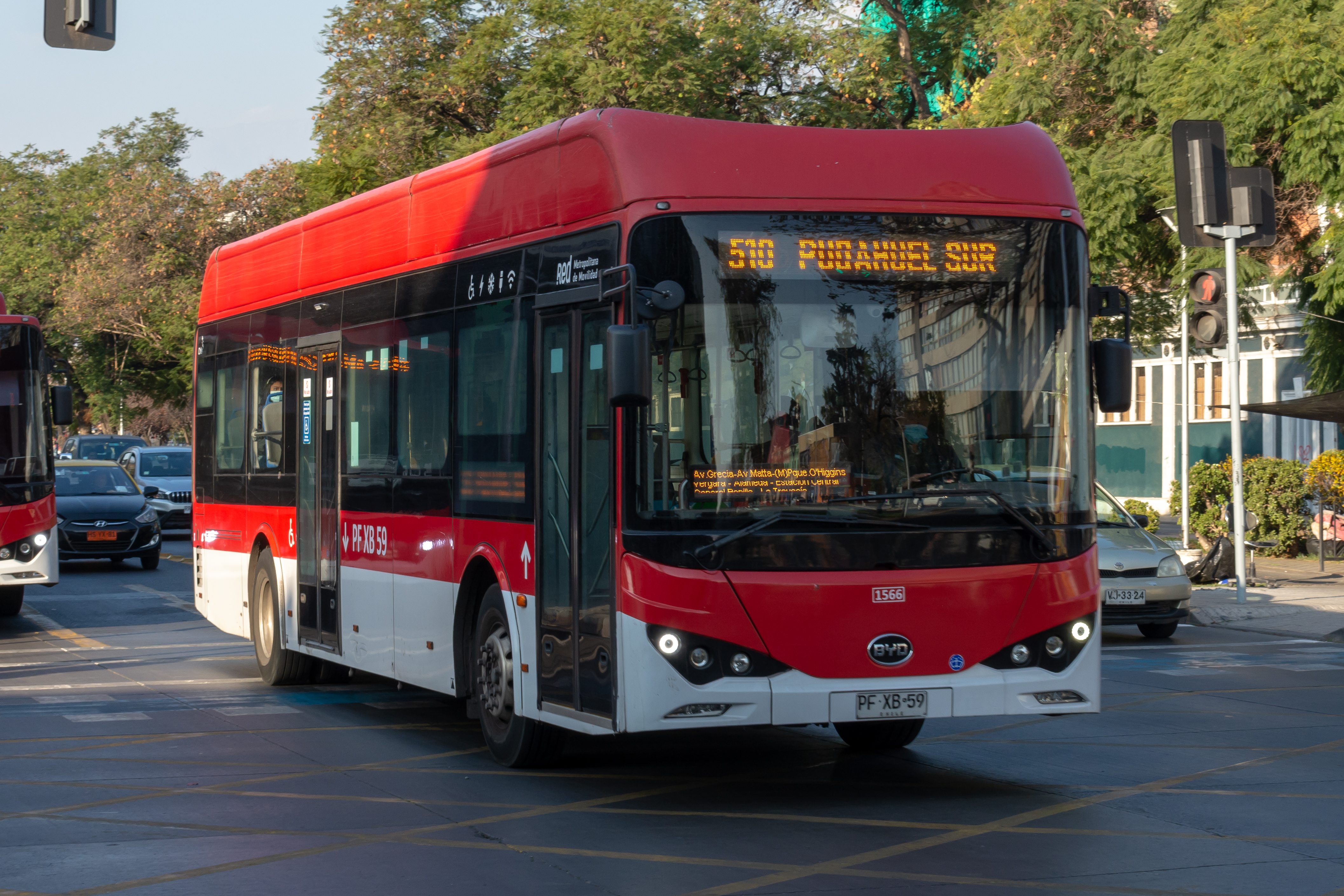
Autobús 100% eléctrico transitando por las calles de Santiago en enero de 2019.

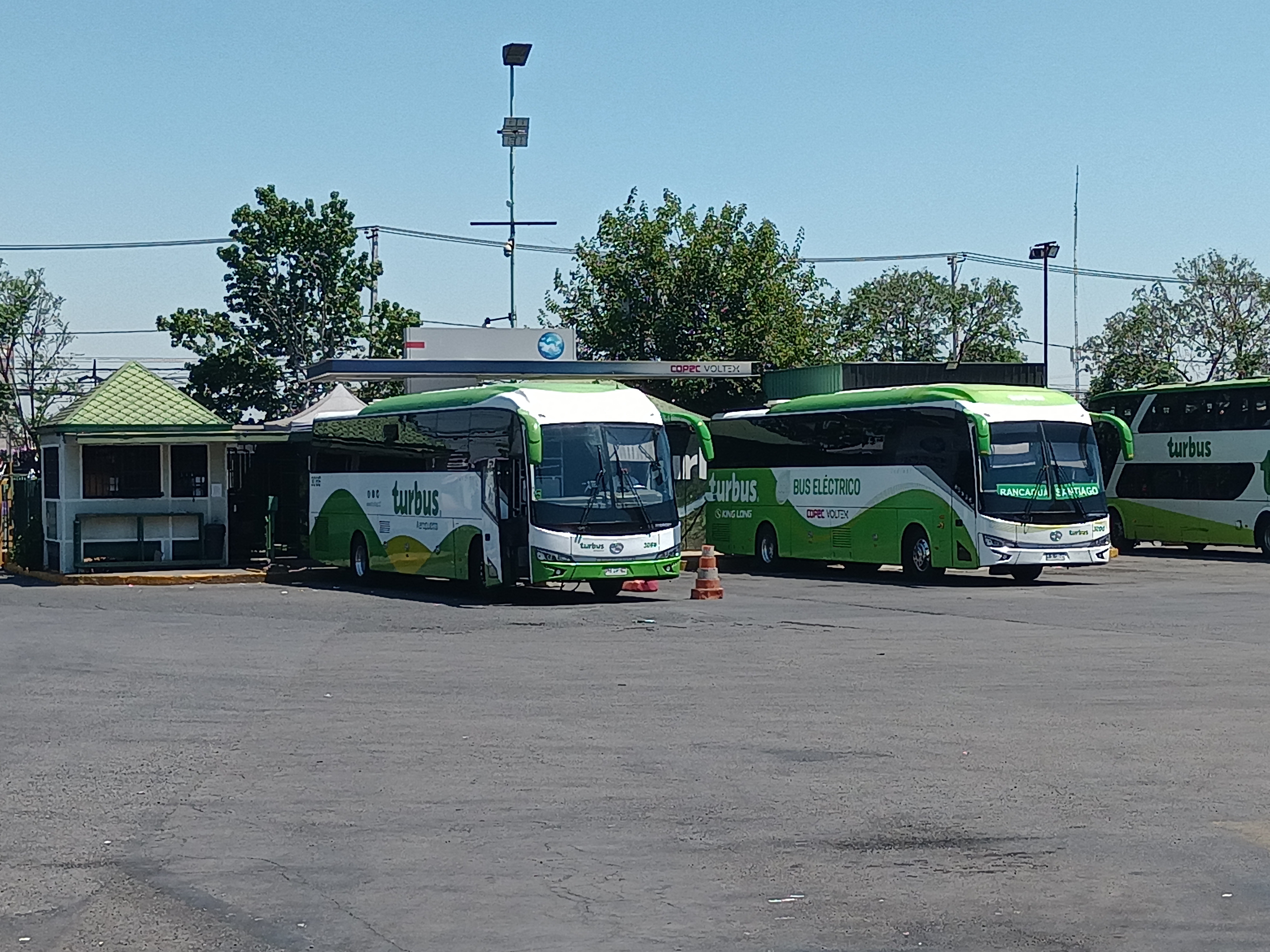
Estación de carga para electrobuses en el Terminal Alameda, Estación Central.

Las políticas con respecto a las fuentes de energía del transporte público chileno están siendo enfocadas en abandonar el petróleo y sus derivados en el largo plazo, reemplazándolos por energías renovables, fomentando el uso de los vehículos eléctricos e híbridos eléctricos. En esa línea, el sistema de transporte público de la Región Metropolitana, denominado como Red Metropolitana de Movilidad (RED; anteriormente Transantiago), incorporó en noviembre de 2017 los dos primeros autobuses 100% eléctricos del transporte urbano de la capital chilena, aumentando con cien adicionales en enero de 2019. Por su parte, el Metro de Santiago, empresa estatal de transporte del Gran Santiago, anunció que el 76 por ciento de su energía proviene de energías renovables en 2018, diversificando también el origen de estas energías, incorporando la solar y la eólica, ubicándose a la vanguardia mundial en esta materia.
En enero de 2019, la compañía Turbus inauguró el primer trayecto interurbano del país y de todo el continente americano de electromovilidad. El recorrido partió desde el Terminal Alameda hacia Rancagua y contó con la presencia de la ministra de Energía del gobierno de Piñera, Susana Jiménez Schuster. En mayo de ese mismo año, el presidente Sebastián Piñera lanzó en la Gran Concepción la futura Red Concepción de Movilidad, un sistema de transporte que va a conectar el Biotrén con dos líneas de buses eléctricos. Ese mismo año, el Ministerio de Energía lanzó el programa «Mi Taxi Eléctrico», el cual consiste en un subsidio para hacer el recambio de vehículos a combustión por eléctricos, aumentando así la flota de vehículos eléctricos de esta modalidad en el transporte público nacional.
El proyecto del tren rápido Santiago-Valparaíso está pensado como una alternativa ecoamigable a los actuales servicios de transporte público entre estas dos ciudades, las cuales son dos de las más grandes áreas metropolitanas del país, así como el tren Santiago-Concepción, que fue restablecido para pasajeros desde el verano de 2020 para fines turísticos en un comienzo, para luego ser un servicio permanente. Ese mismo año, el municipio de Talca creó una línea de autobuses eléctricos, los cuales serán subvencionados para la tercera edad y discapacitados que residen en la ciudad. Durante el año anterior, los municipios de Las Condes y La Reina ya habían reemplazado su flota municipal por buses eléctricos bajo la misma modalidad.

## Electromovilidad
Si bien la comercialización de automóviles eléctricos fue lenta durante los años 2010, ésta ha experimentado un crecimiento durante los años 2020. No obstante, tanto empresas privadas como públicas han adquirido flotas de otros tipos de vehículos eléctricos, en particular a la categoría de transporte de carga y logística.
En noviembre de 2018, la Compañía de Cervecerías Unidas (CCU) presentó el primer camión eléctrico que circuló por el país y que realizó funciones de reparto dentro de Santiago. Dicha oportunidad contó con la presencia de la ministra de Transportes y Telecomunicaciones, Gloria Hutt.
A partir de 2021 el holding Cencosud implementó una flota de reparto de vehículos eléctricos para sus tiendas París y luego una flota de vehículos ligeros de reparto para la cadena de hipermercados Jumbo. Por su parte y durante el mismo año, el holding de Falabella hizo lo mismo para sus sistemas de reparto bajo la modalidad «última milla». En esa misma línea y en abril de 2022, una alianza privada entre las empresas Enel y Mercado Libre, permitió la instalación de treinta terminales de carga para la flota de camionetas de reparto eléctricas de esta última compañía, siendo ubicados dentro del centro para comercio electrónico de MercadoLibre en la comuna de Renca.

## Potencial de energías renovables
| Recurso          | Valor         | Unidades                          | Orden | Periodo | Fuente |
| ---------------- | ------------- | --------------------------------- | ----- | ------- | ------ |
| Potencial eólico | 134.209       | Área (km²) Clase 3-7 Viento a 50m | 14    | 1990    | NREL   |
| Potencial solar  | 1.972.640.705 | MWh/año                           | 43    | 2008    | NREL   |

## Energía solar

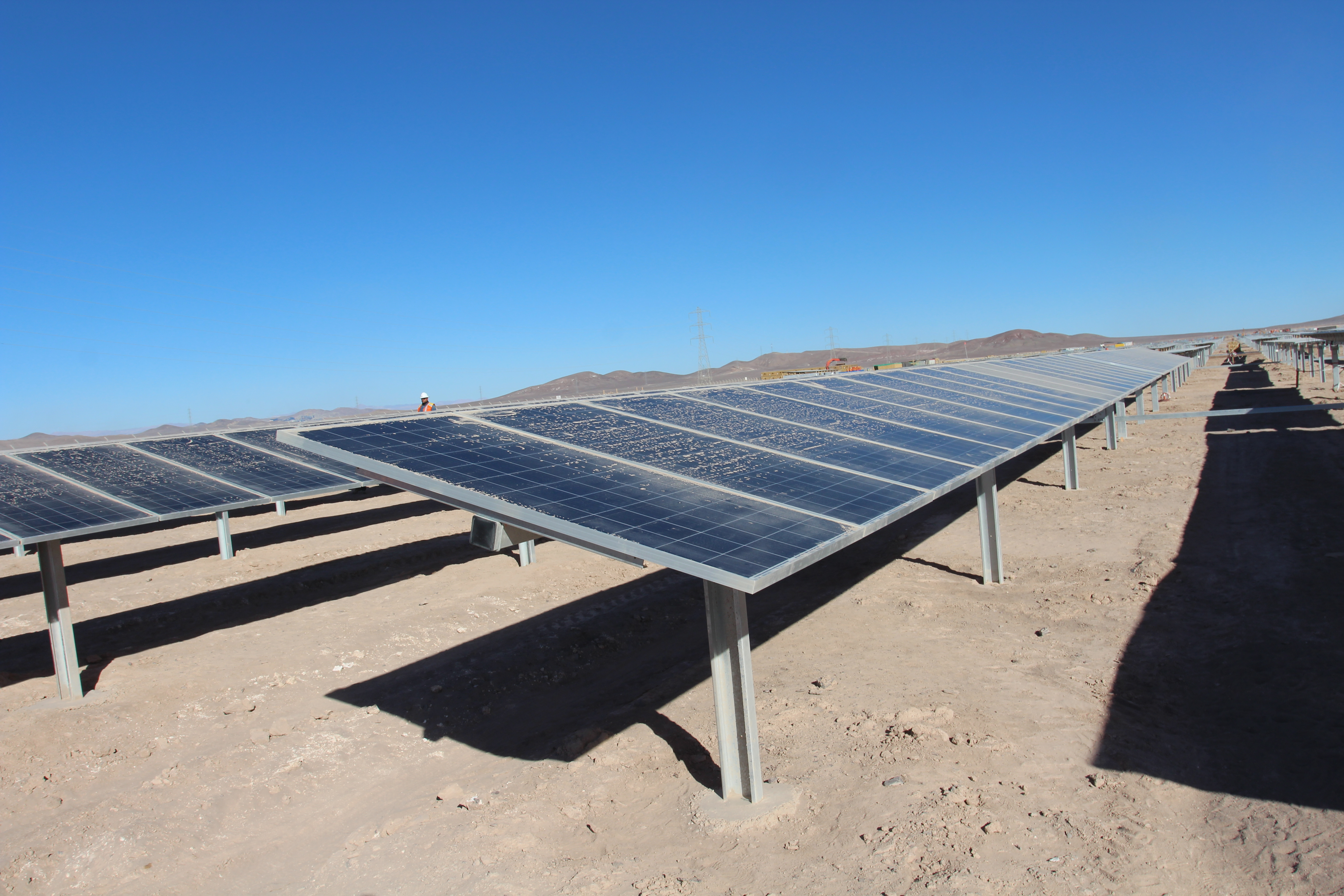
Planta solar en el desierto de Atacama, Región de Antofagasta.

El desierto de Atacama ubicado al norte de Chile, ha demostrado ser el lugar con mayor radiación solar en el planeta, representando una gran oportunidad para la industria de la energía fotovoltaica en el país. De hecho, se estima que Chile posee el potencial para producir la totalidad de su consumo interno de electricidad mediante la generación de energía solar fotovoltaica.
En 2014, la localidad de Esquiña, en la comuna de Camarones, se convirtió en la primera localidad chilena en ser un 100% autoabastecida eléctricamente mediante autoconsumo fotovoltaico.
En 2014 empezó la construcción de la planta termo solar Cerro Dominador, cuya fecha de entrada en operación fue en junio de 2021. Es la primera central termosolar de Latinoamérica.

## Energía mareomotriz

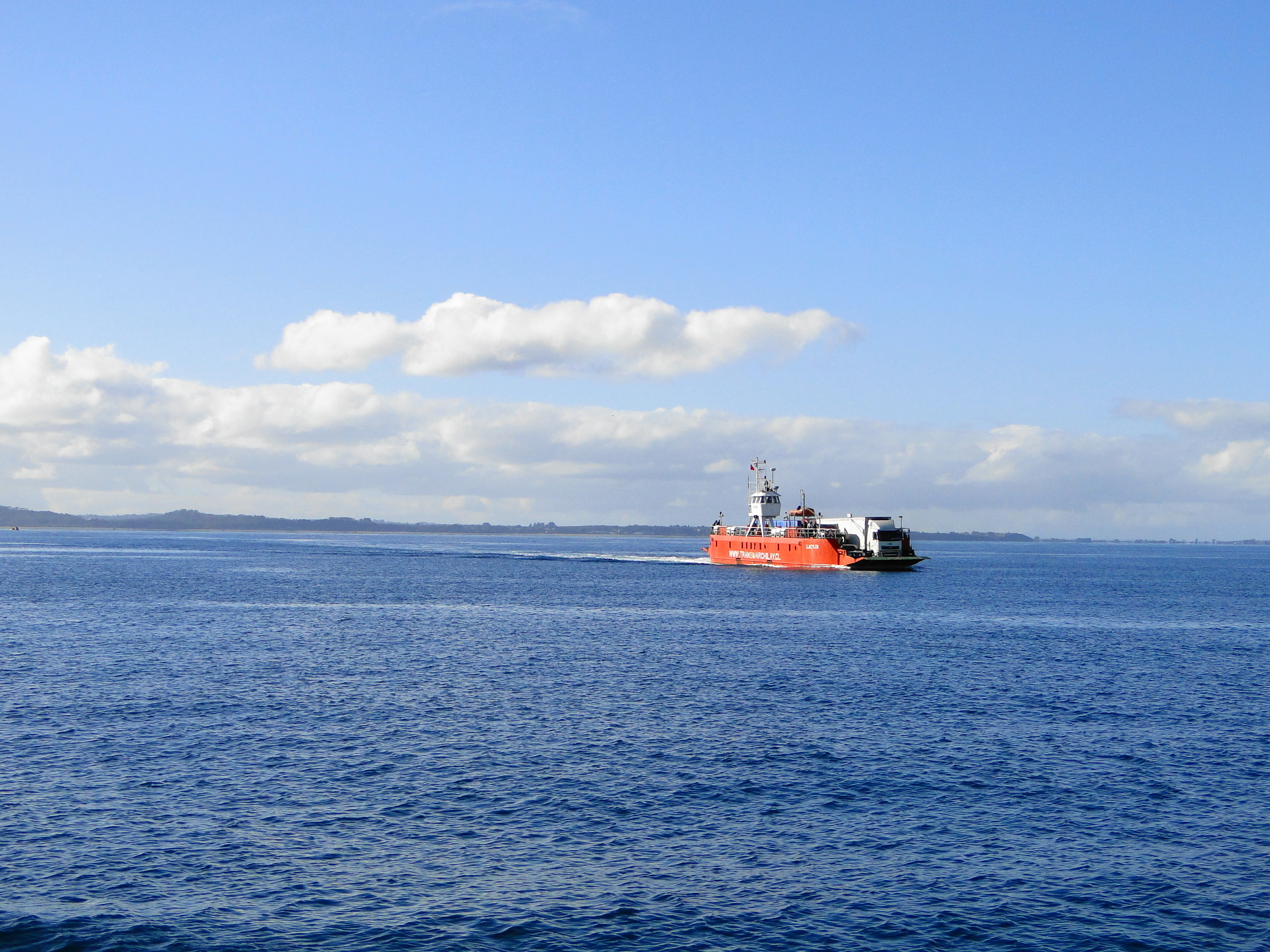
El canal de Chacao es uno de los lugares con mayor potencial de energía mareomotriz de Chile.

Al poseer el territorio chileno continental casi 4.300 km de longitud, que se traducen en 83.000 kilómetros de longitud de costa (borde costero), convirtiéndose así en el segundo país del mundo (después de Canadá) con la mayor extensión de este tipo, según la medición de The CIA World Factbook, y el quinto de acuerdo a los cálculos del Instituto de Recursos Mundiales, lo que lo convierte en uno de los países con mayor potencial de generación de energía mareomotriz a nivel mundial. Según un estudio encargado por el Banco Interamericano de Desarrollo (BID), el potencial bruto de Chile para producir energía undimotriz es de 164 GW.

## Energía geotérmica
Debido a la alta presencia volcánica a través de la cordillera de los Andes, que atraviesa la mayor parte oriental del territorio chileno, el país tiene un potencial importante para la producción de energía geotérmica. El 12 de septiembre de 2017 fue inaugurada la planta Cerro Pabellón, en la comuna de Ollagüe, Región de Antofagasta, la cual se convirtió en la primera planta de energía geotérmica del país y de toda Sudamérica, además de ser la que se encuentra a la mayor altura del mundo.

## Energía eólica
La geografía de Chile, su ubicación respecto del anticiclón del Pacífico Sur y la morfología de su extensa línea costera son factores determinantes para el desarrollo de las instalaciones de generación de energía a partir del recurso eólico.
Los primeros parques eólicos en Chile se instalaron en los primeros años de la década del 2000. En 2001 entró en servicio el parque eólico Alto Baguales, inicialmente con una generación de 2MW. En 2017, Chile tenía una potencia instalada de 1426 MW, (4.7% del total de la energía generada en el país), aportada por 651 aerogeneradores operativos.
Chile es uno de los principales productores de energía eólica de la región, luego de Brasil y México.

## Hidrógeno combustible
En noviembre de 2020, el presidente de Chile presentó la "Estrategia Nacional para el Hidrógeno Verde", afirmando que quería que Chile se convirtiera en "el productor de hidrógeno verde más eficiente del mundo para el 2030". El plan incluye no sólo exportar Hidrógeno, sino usarlo en vehículos en la industria minera de Chile.
El 24 de agosto de 2021 fue inaugurada por el presidente Sebastián Piñera la primera planta chilena generadora de hidrógeno combustible, más conocido como «hidrógeno verde» al ser considerado como energía limpia. La primera molécula fue producida en un evento de la comuna de Colina, en dependencias industriales de la compañía minera Anglo American, donde un cargador frontal fue transformado a consumo de hidrógeno y se convirtió en el primer vehículo del país alimentado con este combustible, que busca la reducción de la contaminación atmosférica y abaratar los costos del transporte en el país.